# Piotr Pawłowski
Piotr Pawłowski, né Jan Pawłowski le 19 août 1925 à Miłosław en Pologne et mort le 27 février 2012 à Varsovie, est un acteur polonais.

## Biographie
Jan Pawłowski est né à Miłosław, près de Września située entre Varsovie et Poznań, en Pologne.
En 1949, Jan Pawłowski obtient son diplôme à l'École nationale de théâtre Ludwik Solski de Cracovie en Pologne et fait ses débuts sur scène en tant qu'acteur, en octobre 1949, au Teatr Rapsodyczny (1949-1952) et au Stary Teatr im. Heleny Modrzejewskiej (1952-1962). Dix ans après, il est diplômé à la Faculté de théâtre dans la même ville et, octobre 1949, débute à Varsovie comme metteur en scène au Théâtre Polski (1962–1969), au Teatr Dramatyczny (1969–1971), au Teatr Ludowego (1971–1973) et au Teatr Ateneum (1973–1991).

## Filmographie

### Cinéma
- 1958 : Pigułki dla Aurelii
- 1961 : Kwiecień, de Witold Lesiewicz
- 1962 : Mezczyzni na wyspie, de Jan Laskowski
- 1963 : Zbrodniarz i panna, de Janusz Nasfeter
- 1963 : Daleka jest droga, de Bohdan Poreba
- 1964 : Echo, de Stanislaw Rózewicz
- 1964 : Nieznany, de Witold Lesiewicz
- 1965 : Beata, d'Anna Sokolowska
- 1966 : Le Pharaon (Faraon), de Jerzy Kawalerowicz
- 1966 : Ktokolwiek wie…, de Kazimierz Kutz
- 1966 : Zejscie do piekla, de Zbigniew Kuzminski
- 1969 : Samotnosc we dwoje, de Stanislaw Rózewicz
- 1969 : Zbrodniarz, który ukradl zbrodnie, de Janusz Majewski
- 1970 : Signal, une aventure dans l'espace (Signale – Ein Weltraumabenteuer), de Gottfried Kolditz
- 1971 : Verspielte Heimat, de Claus Dobberke
- 1971 : Polonez Ogińskiego
- 1972 : Jak daleko stad, jak blisko, de Tadeusz Konwicki
- 1974 : Godzina szczytu, de Jerzy Stefan Stawinski
- 1974 : Plus fort que la tempête (Potop), de Jerzy Hoffman
- 1976 : Skazany, de Andrzej Trzos-Rastawiecki
- 1976 :  Kazimierz Wielki, de Ewa Petelska et Czeslaw Petelski
- 1977 : Sołdaty swobody, de Yuri Ozerov
- 1979 : Lekcja martwego jezyka, de Janusz Majewski
- 1989 : Czarny wawoz, de Janusz Majewski
- 1993 : Przekleta Ameryka, de Krzysztof Tchórzewski et Urszula Wolska
- 1994 : Rozmowa z czlowiekiem z szafy, de Mariusz Grzegorzek
- 1994 : Faustyna, de Jerzy Lukaszewicz
- 1995 : Gracze, de Ryszard Bugajski

### Téléfilm
- 1968 : Zmartwychwstanie Offlanda, de Jerzy Zarzycki
- 1972 : Der Mann und das Mädchen, de Frank Vogel
- 1985 : Rosliny trujace, de Robert Gliński
- 1987 : Pay Off, de George Tirl

### Série télévisée
- 1967 : Stawka większa niż życie, de Andrzej Konic
- 1970 : Kolumbowie, de Janusz Morgenstern
- 1975 : Dyrektorzy
- 1976 : Polskie drogi, de Janusz Morgenstern
- 1979-1981 : Najdłuższa wojna nowoczesnej Europy
- 1988-1991 : W labiryncie

### Court-métrage
- 1967 : Twarza w twarz, de Krzysztof Zanussi
- 1969 : Podrózni jak inni, de Wojciech Marczewski
- 1972 : System, de Janusz Majewski